# Oceanport
Oceanport é um distrito localizado no estado americano de Nova Jérsei, no Condado de Monmouth.

## Demografia
Segundo o censo americano de 2000, a sua população era de 5807 habitantes.
Em 2006, foi estimada uma população de 5751, um decréscimo de 56 (-1.0%).

## Geografia
De acordo com o United States Census Bureau tem uma área de
9,9 km², dos quais 8,3 km² cobertos por terra e 1,6 km² cobertos por água.

## Localidades na vizinhança
O diagrama seguinte representa as localidades num raio de 4 km ao redor de Oceanport.